# Nemečky
Nemečky é um município da Eslováquia, situado no distrito de Topoľčany, na região de Nitra. Tem 6,27 km² de área e sua população em 2018 foi estimada em 312 habitantes.

## Demografia
| Ano:        | 1994 | 2004   | 2014   | 2024   |
| ----------- | ---- | ------ | ------ | ------ |
| Broj ljudi: | 277  | 302    | 312    | 316    |
| Razlika:    |      | +9,02% | +3,31% | +1,28% |

| Ano:               | 2023 | 2024   |
| ------------------ | ---- | ------ |
| Número de pessoas: | 320  | 316    |
| Diferença:         |      | -1,25% |